# Fiona Powrie

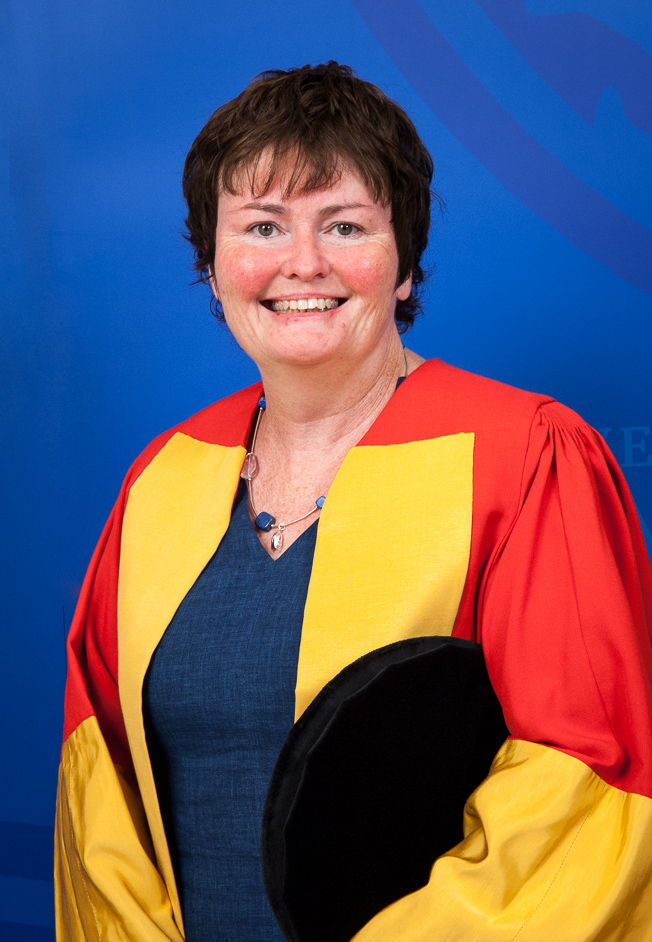
Fiona Powrie, 2015

Dame Fiona Magaret Powrie DBE (* 1963 in Luton) ist eine britische Biochemikerin und Immunologin (insbesondere Immunologie des Darmtrakts).

## Leben
Powrie studierte Biochemie an der Universität Bath und wurde bei Don Mason an der Universität Oxford in Immunologie promoviert. Als Post-Doktorandin war sie bei Robert L. Coffman in den USA. 1996 erhielt sie ein eigenes Labor in Oxford (finanziert mit Mitteln des Wellcome Trust) und 2009 wurde sie dort Sidney Truelove Professor für Gastroenterologie. Sie ist Professorin an der Universität Oxford und dort Direktorin des Kennedy Institute of Rheumatology. Außerdem ist sie Principal Investigator der Translational Gastroenterology Unit in Oxford.
Powrie befasst sich mit der Wechselwirkung und dem fragilen Gleichgewicht des Immunsystems mit der Darmflora und dessen Störung bei Darminfektionen mit der Folge von Entzündungsreaktionen. Sie zeigte die Rolle bestimmter regulatorischer T-Lymphozyten (Treg) im Gleichgewicht zwischen Immunsystem und Darmflora (insbesondere beim Schutz der nützlichen Darmbakterien) und zeigte, dass sowohl das angeborene als auch das erworbene Immunsystem eine Rolle bei Darmentzündungen spielen und Interleukin 23 eine ausschlaggebende Rolle bei der Entwicklung chronischer Darmentzündungen spielt. Ein Mangel bestimmter Treg führt im Tierexperiment zu chronischen Darmentzündungen und für die Erhaltung des Gleichgewichts im Darm muss wirken verschiedene Sorten von Treg in gegensätzlicher Richtung. Sie untersucht auch die Möglichkeit, Darmentzündungen mit regulatorischen T-Lymphozyten zu behandeln.
2012 erhielt sie den Louis-Jeantet-Preis. Außerdem erhielt sie den Ita Askonas Preis der European Federation of Immunological Societies.
Sie ist Fellow der Royal Society (2011) und der Academy of Medical Sciences und ist Mitglied der European Molecular Biology Organization sowie der Academia Europaea (2016). 2020 wurde sie in die National Academy of Sciences gewählt. 2022 wurde sie als Dame Commander des Order of the British Empire (DBE) geadelt.